# 25시의 추적
《25시의 추적》(영어: Shoot to Kill, 북미 이외 지역에서는 영어: Deadly Pursuit)는 미국에서 제작된 로저 스포티스우드 감독의 1988년 버디 경찰 액션 스릴러 영화이다. 시드니 포이티어 등이 출연하였고, 론 실버먼 등이 제작에 참여하였다.

## 출연진
- 시드니 포이티어
- 톰 베런저
- 앤드루 로빈슨
- 커스티 앨리
- 클랜시 브라운
- 리처드 매서
- 프레더릭 코핀
- 케빈 스캐널
- 프랭크 C. 터너

## 기타 제작진
- 배역: 페니 페리
- 미술: 리처드 실버트
- 의상: 리처드 브루노

## 우리말 녹음
KBS 성우진 (1993년 1월 1일)
- 박상일 - 스탠틴(시드니 포이티어)
- 이정구 - 녹스(톰 베런저)
- 권희덕 - 세라(커스티 앨리)
- 이강룡
- 온영삼
- 문영래
- 황정란
- 김새영
- 유해무
- 유제상
- 이봉준
- 유영환
- 윤병화
- 김준
- 유동현
- 김정주
- 이재용